# Paratrea plebeja
Paratrea plebeja är en fjärilsart som beskrevs av Fabricius 1777. Paratrea plebeja ingår i släktet Paratrea och familjen svärmare. Inga underarter finns listade i Catalogue of Life.